# Ланггёнс
Ланггёнс (нем. Langgöns) — община в Германии, в земле Гессен. Подчиняется административному округу Гиссен. Входит в состав района Гиссен. Население составляет 11 975 человек (на 30 июня 2009 года). Занимает площадь 52,54 км².